# Conclave de julho de 1276

Brasão papal de Sua Santidade o Papa Adriano V

O conclave papal ocorrido entre 2 a 11 de julho de 1276 resultou na eleição do cardeal Ottobono Fieschi como Papa Adriano V depois da morte do Papa Inocêncio V.

## Cardeais eleitores
O Papa Inocêncio V morreu repentinamente em 22 de junho de 1276, depois de só cinco meses de pontificado. No momento de sua morte havia 14 cardeais. O conclave contou com a participação de 13 deles.

### Cardeais presentes
| Criado por              | Cardeais | Por Cento |
| ----------------------- | -------- | --------- |
| Papa Gregório IX (GIX)  | 01       | 7,14 %    |
| Papa Inocêncio IV (IIV) | 01       | 7,14 %    |
| Papa Urbano IV (UIV)    | 09       | 64,29 %   |
| Papa Gregório X (GX)    | 03       | 21,43 %   |
| Total                   | 14       | 100 %     |

1. Pedro Julião, decano do Sacro Colégio (futuro Papa João XXI) (GX)
2. Vicedomino de Vicedominis, vice-decano (GX)
3. Bertrand de Saint-Martin, O.S.B. (GX)
4. Simone Paltineri (UIV)
5. Anchier Pantaléon de Troyes (UIV)
6. Guillaume de Bray (UIV)
7. Riccardo Annibaldi (GIX)
8. Giovanni Gaetano Orsini, O.S.B. (futuro Papa Nicolau III) (UIV)
9. Ottobono Fieschi (eleito com o nome Adriano V) (IIV)
10. Giacomo Savelli (futuro Papa Honório IV) (UIV)
11. Goffredo de Alatri (UIV)
12. Uberto Coconati (UIV)
13. Matteo Orsini Rosso (UIV)

### Cardeal ausente
Não participou do conclave:
- Simon de Brion, legado papal na França. (futuro Papa Martinho IV) UIV)

## As divisões entre os cardeais
O Colégio dos Cardeais se dividiu entre os partidários do rei da Sicília, Carlos I de Anjou (incluindo os cardeais franceses e parte dos cardeais italianos, seu candidato era Ottobono Fieschi) e aqueles que se opunham à dominação dos Anjou na Itália (a maioria dos cardeais italianos, entre eles os Orsini e Coconati).

## O conclave
Os cardeais se reuniram em conclave na Basílica Laterana, em 2 de julho de 1276. Naquele momento, Carlos I de Anjou tomou a responsabilidade pelo cumprimento de guardião do conclave com as normas da Constituição "Ubi periculum". Por isso, quando passaram três dias de deliberações parecendo que os eleitores não tinham chegado a um acordo, foi ordenado a redução dos mantimentos. Carlos I em seu papel de "guardião" do conclave não foi imparcial: aos cardeais italianos (mais hostis a ele) só era entregue pão e água, enquanto que os aliados de Carlos (em sua maioria franceses) foram tratados de melhor maneira. Depois de nove dias foi eleito por unanimidade o candidato pró-angevino Ottobono Fieschi, sobrinho do Papa Inocêncio IV e legado papal na Inglaterra. Tomou o nome de Adriano V.
No dia seguinte depois de sua eleição, Adriano V emitiu uma bula na que suspendeu a vigência de Ubi periculum por considerar suas disposições demasiadas restritivas. Comprometeu-se a emitir novos regulamentos, mas morreu algumas semanas depois, antes de chegar a sua consagração e coroação.